# ドクター・クマロ
ドクター・クマロ（Theophilus Doctor Khumalo、1967年6月26日 - ）は、南アフリカの元サッカー選手。元南アフリカ代表。ポジションはミッドフィールダー。

## 来歴
1992年に南アフリカ代表デビュー。自国開催となったアフリカネイションズカップ1996では5試合に出場、優勝した。1998 FIFAワールドカップにも出場した。2001年までに50試合に出場、3得点をあげた。

## 代表歴

### 出場大会
- 南アフリカ代表
  - 1998 FIFAワールドカップ

### 試合数
- 国際Aマッチ 50試合 9得点（1992年-2001年）[1]

| 南アフリカ代表 | 国際Aマッチ | 国際Aマッチ |
| 年             | 出場        | 得点        |
| -------------- | ----------- | ----------- |
| 1992           | 5           | 1           |
| 1993           | 7           | 0           |
| 1994           | 8           | 3           |
| 1995           | 7           | 3           |
| 1996           | 10          | 1           |
| 1997           | 6           | 1           |
| 1998           | 3           | 0           |
| 1999           | 3           | 0           |
| 2000           | 0           | 0           |
| 2001           | 1           | 0           |
| 通算           | 50          | 9           |